# Dasyphyllum
Dasyphyllum là một chi thực vật có hoa trong họ Cúc (Asteraceae).

## Loài
Chi Dasyphyllum gồm các loài: